# Team INEOS Grenadiers/2020
Deze pagina geeft een overzicht van de Team INEOS Grenadiers-wielerploeg in 2020.

## Algemeen
Sponsor: INEOS
Algemeen manager: Dave Brailsford
Sportief directeur: Nicolas Portal
Ploegleiders: Xabier Artetxe Gesuraga, Dario Cioni, Oliver Cookson, Rod Ellingworth, Carsten Jeppesen, Servais Knaven, Brett Lancaster, Gabriel Rasch, Matteo Tosatto, Xabier Zandio
Fietsen: Pinarello
Materiaal: Shimano
Kleding: Castelli
Auto's: Ford

## Renners
| Naam                 | Geboortedatum | Nationaliteit       | Ploeg 2019     |
| -------------------- | ------------- | ------------------- | -------------- |
| Andrey Amador **     | 29-09-1986    | Costa Rica          | Movistar Team  |
| Dylan van Baarle     | 21-05-1992    | Nederland           |                |
| Leonardo Basso       | 25-12-1993    | Italië              |                |
| Egan Bernal          | 13-01-1997    | Colombia            |                |
| Richard Carapaz      | 29-05-1993    | Ecuador             | Movistar Team  |
| Jonathan Castroviejo | 27-04-1987    | Spanje              |                |
| Rohan Dennis         | 28-05-1990    | Australië           | Bahrain-Merida |
| Owain Doull          | 02-05-1993    | Verenigd Koninkrijk |                |
| Eddie Dunbar         | 01-09-1996    | Ierland             |                |
| Chris Froome         | 20-05-1985    | Verenigd Koninkrijk |                |
| Filippo Ganna        | 25-07-1996    | Italië              |                |
| Tao Geoghegan Hart   | 30-03-1995    | Verenigd Koninkrijk |                |
| Michał Gołaś         | 29-04-1984    | Polen               |                |
| Ethan Hayter         | 18-09-1998    | Verenigd Koninkrijk | -              |
| Sebastián Henao      | 05-08-1993    | Colombia            |                |
| Christian Knees      | 05-03-1981    | Duitsland           |                |
| Michał Kwiatkowski   | 02-06-1990    | Polen               |                |
| Christopher Lawless  | 13-04-1996    | Verenigd Koninkrijk |                |
| Gianni Moscon        | 20-04-1994    | Italië              |                |
| Jhonatan Narváez     | 04-03-1997    | Ecuador             |                |
| Salvatore Puccio     | 31-08-1989    | Italië              |                |
| Brandon Smith Rivera | 21-03-1996    | Colombia            | GW-Shimano     |
| Carlos Rodriguez     | 02-02-2001    | Spanje              | -              |
| Luke Rowe            | 10-03-1990    | Verenigd Koninkrijk |                |
| Pavel Sivakov        | 11-07-1997    | Rusland             |                |
| Iván Ramiro Sosa     | 31-10-1997    | Colombia            |                |
| Ian Stannard         | 25-05-1987    | Verenigd Koninkrijk |                |
| Ben Swift            | 05-11-1987    | Verenigd Koninkrijk |                |
| Geraint Thomas       | 25-05-1986    | Verenigd Koninkrijk |                |
| Cameron Wurf *       | 03-08-1983    | Australië           | -              |

* vanaf 31 januari
** vanaf 12 februari

### Vertrokken
| Naam                 | Geboortedatum | Nationaliteit | Ploeg 2020         |
| -------------------- | ------------- | ------------- | ------------------ |
| David de la Cruz     | 06-05-1989    | Spanje        | UAE Team Emirates  |
| Kenny Elissonde      | 22-07-1991    | Frankrijk     | Trek-Segafredo     |
| Kristoffer Halvorsen | 13-04-1996    | Noorwegen     | EF Education First |
| Vasil Kiryjenka *    | 28-06-1981    | Wit-Rusland   | gestopt            |
| Wout Poels           | 01-10-1987    | Nederland     | Bahrain McLaren    |
| Diego Rosa           | 27-03-1989    | Italië        | Arkéa Samsic       |

* per 30 januari 2020

## Overwinningen
| Nationale kampioenschappen wielrennen Italië - tijdrit: Filippo Ganna Wereldkampioenschap - tijdrit: Filippo Ganna Tour Down Under Jongerenklassement: Pavel Sivakov Ploegenklassement: *1) Ronde van de Provence 4e etappe: Owain Doull Ronde van de Algarve Ploegenklassement: *2) Ronde van Burgos 5e etappe: Iván Sosa Route d'Occitanie 3e etappe: Egan Bernal Eindklassement: Egan Bernal Puntenklassement: Egan Bernal Jongerenklassement: Egan Bernal Ronde van Polen 3e etappe: Richard Carapaz Ronde van Wallonië Bergklassement: Michał Gołaś Jongerenklassement: Jhonatan Narváez | Internationale Wielerweek 3e etappe: Jhonatan Narváez Eindklassement: Jhonatan Narváez Puntenklassement: Jhonatan Narváez Jongerenklassement: Jhonatan Narváez Ronde van Frankrijk 18e etappe: Michał Kwiatkowski Tirreno-Adriatico 8e etappe: Filippo Ganna Ronde van de Apennijnen Ethan Hayter Ronde van Italië 1e etappe: Filippo Ganna 5e etappe: Filippo Ganna 12e etappe: Jhonatan Narváez 14e etappe: Filippo Ganna 15e etappe: Tao Geoghegan Hart 20e etappe: Tao Geoghegan Hart 21e etappe: Filippo Ganna Eindklassement: Tao Geoghegan Hart Jongerenklassement: Tao Geoghegan Hart Ploegenklassement: *3) |  |

*1) Ploeg Tour Down Under: Van Baarle, Dennis, Doull, Lawless, Rowe, Sivakov, Stannard
*2) Ploeg Ronde van de Algarve: Van Baarle, Dennis, Kwiatkowski, Rowe, Swift, Thomas, Wurf
*3) Ploeg Ronde van Italië: Castroviejo, Dennis, Ganna, Geoghegan Hart, Narváez, Puccio, Swift
2010 · 2011 · 2012 · 2013 · 2014 · 2015 · 2016 · 2017 · 2018 · 2019 · 2020 · 2021 · 2022 · 2023 · 2024 · 2025
AG2R-La Mondiale · Astana Pro Team · Bahrain McLaren · BORA-hansgrohe · CCC Team ·  Cofidis, Solutions Crédits · Deceuninck–Quick-Step · EF Education First · Groupama-FDJ · Israel Start-Up Nation · Lotto Soudal · Mitchelton-Scott · Movistar Team ·  NTT Pro Cycling · Team INEOS · Team Jumbo-Visma · Team Sunweb · Trek-Segafredo · UAE Team Emirates